# ئی‌وی ناتیلوس
ئی‌وی ناتیلوس (به انگلیسی: EV Nautilus) یک کشتی است که طول آن ۲۱۱ فوت (۶۴ متر) می‌باشد. این کشتی در سال ۱۹۶۷ ساخته شد.